# 皮塔尔加塔乌帕齐拉
皮塔尔加塔乌帕齐拉（英語：Patharghata Upazila）是孟加拉国巴里萨尔专区博尔古纳县的一个乌帕齐拉。
根据1991年孟加拉国人口普查，该地的总人口为134635人，其中男性人口占总人口的50.56%，女性人口占49.44%。18岁以上的人口为68751人。